# Upham (Dakota Północna)
Upham – miasto w Stanach Zjednoczonych, w stanie Dakota Północna, w hrabstwie McHenry.